# 博任娜·多贝绍娃
博任娜·多贝绍娃（捷克語：Božena Dobešová，1914年10月2日—1990年11月28日），捷克斯洛伐克女子体操运动员。她曾代表捷克斯洛伐克参加1936年夏季奥林匹克运动会体操比赛，获得女子团体全能银牌。